# François-Marie-Benjamin Richard de la Vergne
François-Marie-Benjamin Richard de la Vergne (ur. 1 marca 1819 w Nantes, zm. 28 stycznia 1908 w Paryżu) – francuski duchowny katolicki, arcybiskup Paryża, kardynał, Sługa Boży Kościoła katolickiego.

## Życiorys
Ukończył Seminarium św. Sulpicjusza w Paryżu. Święcenia kapłańskie otrzymał 21 grudnia 1844. Pracował duszpastersko w rodzinnej diecezji Nantes, będąc w latach 1849–1850 sekretarzem biskupa, a od 1850 do 1869 wikariuszem generalnym.
22 grudnia 1871 został mianowany biskupem Belley. Sakry w Paryżu udzielił mu przyszły kardynał Joseph Hippolyte Guibert, arcybiskup Paryża. W 1875 przeniesiony do stolicy jako koadiutor kard. Guiberta z prawem następstwa. Otrzymał jednocześnie stolicę tytularną Larissa, był jednocześnie administratorem w Belley. 8 lipca 1886 zmarł kard. Guibert. Oznaczało to iż Richard był odtąd nowym metropolitą Paryża. W marcu 1889 otrzymał kapelusz kardynalski z tytułem prezbitera Santa Maria in Via. Brał udział w konklawe 1903. Był kapłanem bardzo świątobliwym. Jak wspominają świadkowie, nawet udział w konklawe przeżywał w duchu wiary, z różańcem w ręku. Pochowany został w katedrze paryskiej. W 1925 ciało przeniesiono do bazyliki Sacre Coeur.